# (37327) 2001 QG79
2001 QG79 (asteroide 37327) é um asteroide da cintura principal. Possui uma excentricidade de 0.13166930 e uma inclinação de 8.87831º.
Este asteroide foi descoberto no dia 16 de agosto de 2001 por LINEAR em Socorro.